# John Wallis (botanico)
John Wallis (Castlenook, 1714 – Norton, 19 luglio 1793) è stato uno storico e botanico inglese noto per i suoi studi sulla storia naturale e le antichità della Northumbria.

## Biografia
John Wallis nacque nel 1714 a Castlenook, nella regione di South Tindale, Northumberland. Studiò al Queen’s College di Oxford, dove si immatricolò il 3 febbraio 1732-33. Conseguì il Bachelor of Arts (B.A.) nel 1737 e il Master of Arts (M.A.) nel 1740.
Dopo aver preso gli ordini religiosi, Wallis esercitò il ruolo di curato in diverse località, inizialmente nei pressi di Portsmouth, poi a Simonburn, nel Northumberland. Qui sviluppò un forte interesse per la botanica, raccogliendo per oltre vent’anni materiali per una storia naturale della sua contea natale. Nel 1771 fu costretto a lasciare la curia di Simonburn a causa di tensioni con il nuovo rettore James Scott. Successivamente, lavorò come curato a Haughton-le-Skerne (1775) e Billingham (1775-1792), fino a quando le sue condizioni di salute lo portarono a ritirarsi nel villaggio di Norton, dove morì il 19 luglio 1793.

## Opere

### The Natural History and Antiquities of Northumberland (1769)
L’opera principale di Wallis è The Natural History and Antiquities of Northumberland, and so much of the County of Durham as lies between the Rivers Tyne and Tweed, commonly called North Bishoprick, pubblicata a Londra nel 1769 in due volumi.
- Il primo volume tratta degli aspetti naturali della contea, inclusi minerali, fossili, piante e animali. Wallis seguì la nomenclatura di John Ray, includendo anche specie di crittogame. Tuttavia, alcune delle sue identificazioni si rivelarono errate[1].
- Il secondo volume è dedicato alle antichità del Northumberland, organizzate in tre viaggi attraverso la regione[1].

## Ultimi anni e eredità
Wallis trascorse gli ultimi anni a Norton, sostenuto da una piccola pensione concessa dal vescovo Shute Barrington. Dopo la sua morte, lasciò una collezione di libri specializzata in storia naturale.
Sua moglie Elizabeth, con cui fu sposato per 56 anni, divenne nota per la loro lunga unione felice e morì nel 1801.